# Lari (moneda)
El lari (en georgià ლარი) és la unitat monetària de Geòrgia. El codi ISO 4217 és GEL i se subdivideix en 100 tetri (თეთრი). El mot lari és una antiga paraula georgiana que significa "béns, tresor". Per la seva banda, tetri vol dir "blanc" en georgià, i és el nom de les antigues monedes d'or, argent i coure de la Geòrgia medieval.

## Història
Havent declarat la independència de la Unió Soviètica el 1991, el 1993 el govern georgià es va decidir a reemplaçar el ruble rus per un cupó de transició (ქუფონ ლარი, kupon lari) a raó d'un ruble per cupó. Només se'n van emetre bitllets i posteriorment el cupó georgià va patir una gran inflació.
El 2 d'octubre del 1995 el govern d'Eduard Xevardnadze va reemplaçar el cupó per la nova moneda nacional, el lari, a raó d'un milió de cupons per lari. Fins al 2014 la moneda no tenia símbol. Aquell any s'adoptà un símbol basat en la lletra georgiana ლ (L).

## Monedes i bitllets
Emès pel Banc Nacional de Geòrgia (en georgià საქართველოს ეროვნული ბანკი, Sakartvelos Erovnuli Bank'i), en circulen monedes d'1, 2, 5, 10, 20 i 50 tetri i d'1 i 2 lari, i bitllets d'1, 2, 5, 10, 20, 50, 100 i 200 lari.

## Taxes de canvi
- 1 EUR = 2,3760 GEL (11 d'abril del 2015)
- 1 USD = 2,2410 GEL (11 d'abril del 2015)